# Anna Kathryn Holbrook
Anna Kathryn Holbrook (Fairbanks, 18 april 1957) is een Amerikaanse actrice.

## Biografie
Holbrook begon in 1981 met acteren in de televisieserie Hart to Hart. Hierna heeft zij voornamelijk rollen gespeeld in soapseries zoals Another World (1988-1999), All My Children (1990-1999) en One Life to Live (1992-2007). Voor haar rol in Another World werd zij in 1997 genomineerd voor een Soap Opera Digest Award en in 1996 won zij hiervoor een Daytime Emmy Award.
Holbrook is in 1979 getrouwd met en heeft uit dit huwelijk twee kinderen. Momenteel geeft zij les in acteren aan de Performing Arts Conservatory in New Canaan.

## Filmografie

### Films
- 2022 The Seasons - four love stories - als Emma
- 2022 Sister Swap: Christmas in the City - als Debbie
- 2022 Sister Swap: A Hometown Holiday - als Debbie
- 2004 Fresh Cut Grass - als mrs. Grace
- 1994 I Love Trouble – als vrouw in sportauto

### Televisieseries
Uitgezonderd eenmalige gastrollen.
- 2020 Assisted Living - als Celeste - 3 afl.
- 2011 The Bay – als Carol Andrews – 2 afl.
- 1992 – 2007 One Life to Live – als dr. Hannah Young – 7 afl.
- 1979 – 1999 Another World – als Sharlene Frame Hudson - 120 afl.
- 1983 – 1984 Benji, Zax & the Alien Prince – als Darah – 6 afl.

- Library of Congress Control Number: no2009122865
- Virtual International Authority File: 96831087
- WorldCat: E39PBJB4gYVYTQHyR7C7khD8YP

1. ↑   Gearchiveerd op 26 maart 2016.